# Joachim Prinz (Rabbiner)

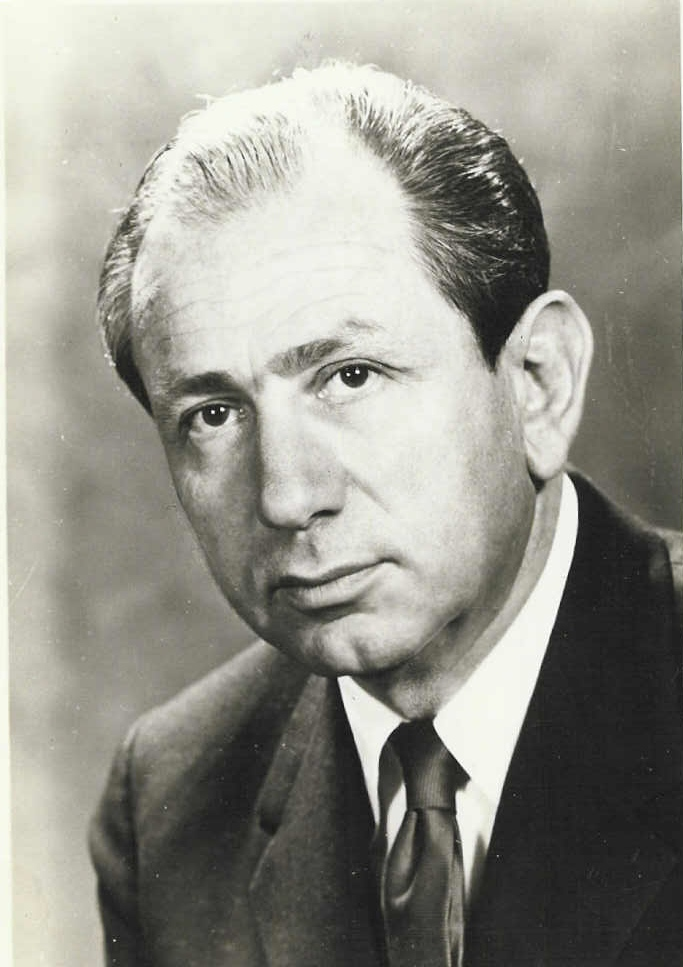
Rabbiner Joachim Prinz

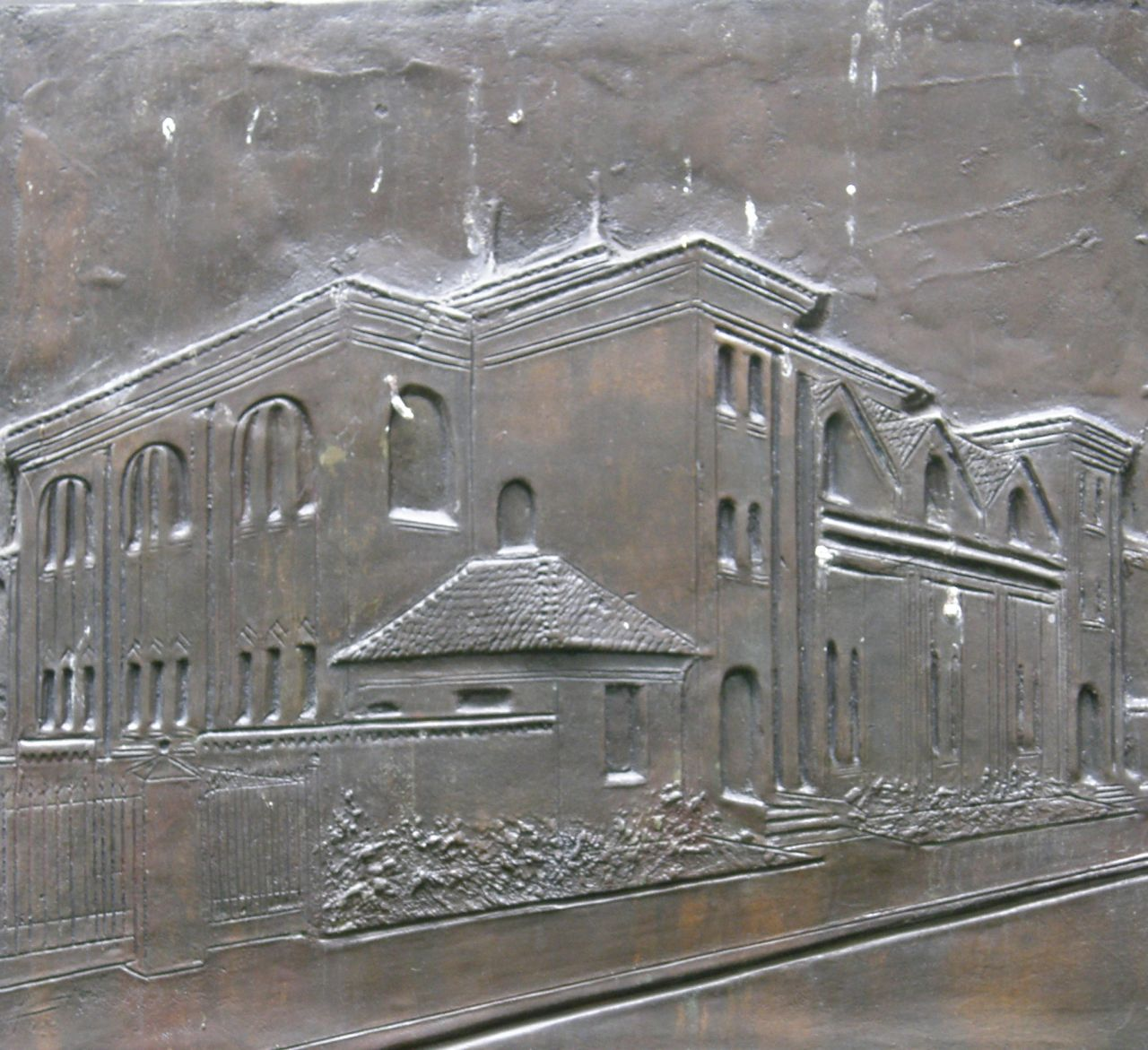
Gedenktafel für den Berliner Friedenstempel

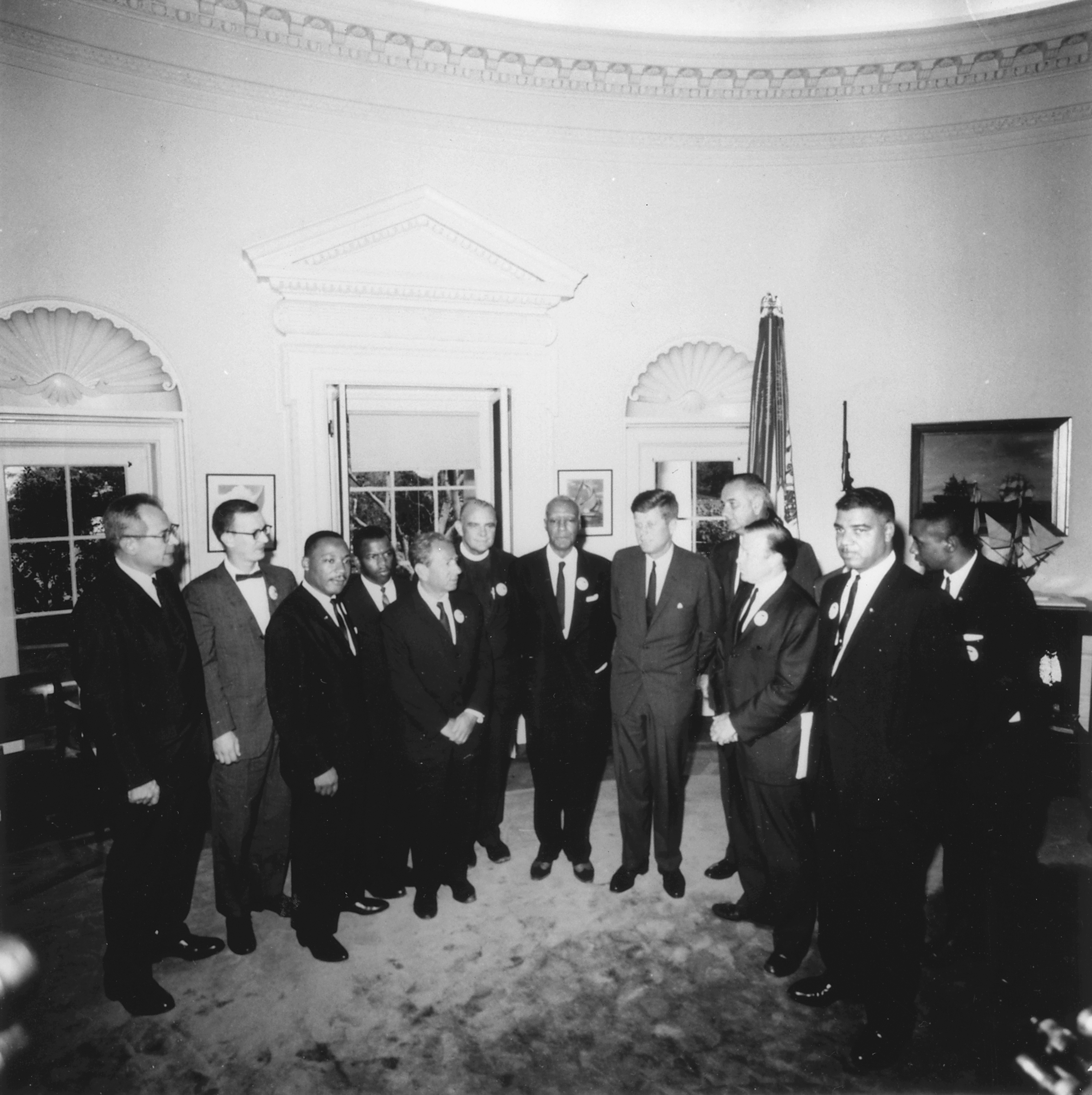
Treffen der Organisatoren des March on Washington mit Präsident John F. Kennedy am 28. August 1963; Joachim Prinz 5. v. l.

Joachim Prinz (* 10. Mai 1902 in Bierdzan, Landkreis Oppeln; † 30. September 1988 in Livingston, New Jersey) war ein deutscher Rabbiner und Zionist (bis 1948), der 1937 in die USA emigrierte, dort stellvertretender Vorsitzender des Jüdischen Weltkongresses wurde und am 28. August 1963 beim Marsch auf Washington neben Martin Luther King, Jr. sprach.

## Leben
Prinz war der Sohn eines Oppelner Textilhändlers. 1917 trat er der zionistischen Jugendorganisation Blau-Weiß bei. Nach dem Abitur in Oppeln 1921 studierte er in Breslau, Berlin und an der Universität Gießen. Hier wurde er bei Ernst von Aster 1927 mit Auszeichnung zum Dr. phil. promoviert (Dissertation: Zum Begriff der religiösen Erfahrung: Ein Beitrag zur Theorie der Religion). Aus antisemitischen Gründen wurde Prinz die Doktorwürde mit Universitätsbeschluss vom 12. September 1938 wieder aberkannt, was vom Senat am 8. Februar 1967 für rechtswidrig und nichtig erklärt wurde. Seine Ordination zum Rabbiner erhielt er 1925 vom Jüdisch-Theologischen Seminar in Breslau. Er heiratete Lucie Horovitz, die Tochter eines seiner theologischen Lehrer. Sie starb jedoch schon 1931; in zweiter Ehe war er seit 1932 mit Hilde Goldschmidt verheiratet.
Prinz wurde 1926 zum Rabbiner an der Vereinssynagoge Friedenstempel in Berlin berufen; der damals jüngste Rabbiner Berlins erwarb sich bald den Ruf eines charismatischen Predigers und glühenden Zionisten.
Vor dem Hintergrund der Verschlechterung der sozialen Lage gegen Ende der Weimarer Republik, die sich auf die jüdischen Jugendlichen und die ostjüdischen Immigranten, „die das jüdische Proletariat in Deutschland stellten“, verheerend auswirkten, erhielt „innerhalb der jüdischen Gemeinschaft und im Rahmen der Zentralwohlfahrtsstelle der Juden in Deutschland die Diskussion um die Reform der jüdischen Sozialarbeit“ neue Nahrung. Angeregt durch Siddy Wronsky und Erich Stern griff Prinz in diese Diskussionen ein und thematisierte „die Aufgaben des Rabbiners in der und seine Qualifikation für die Sozialarbeit.“ Insbesondere für die Großstädte propagierte er den Einsatz sogenannter Sozialrabbiner, die sich nicht auf ihre Aufgaben als Gemeindeseelsorger beschränken sollten.
Im Umfeld des Jüdischen Lehrhauses gründeten junge Juden 1929 in Berlin, ähnlich wie in Frankfurt am Main oder Köln, die Schule der Jüdischen Jugend. Hintergrund war die Unzufriedenheit mit den Lehrmethoden der Berliner Jüdischen Volkshochschule. Prinz war an der Einrichtung dieser Schule, die auch auf die Auswanderung nach Palästina (Hachschara) vorbereiten sollte, maßgeblich beteiligt.
1934 veröffentlichte Prinz die Schrift Wir Juden, in der er in radikaler Weise gegen die Assimilierung des westeuropäischen Judentums seit der Aufklärung Stellung bezog, die zu Substanzverlust geführt habe, und die Massenauswanderung aus Deutschland propagierte. Hans-Joachim Schoeps antwortete darauf mit einer Gegenschrift: Wir deutschen Juden. 1935 erklärte Prinz: Des Juden Los ist: nachbarlos zu sein.
Kurz darauf versuchte der Gemeindevorstand, ihn wegen seiner Predigten und Ansprachen zu maßregeln, die sich geeignet haben, Streitigkeiten und Erregung unter den Zuhörern hervorzurufen.
1937 gelang es Rabbiner Stephen Wise, für Joachim Prinz, der mittlerweile mehrfach von der Gestapo festgenommen worden war, die Einreise in die USA zu ermöglichen. Hier wurde Prinz 1939 Rabbiner der Reformsynagoge Temple B’nai Abraham in Newark (New Jersey), an der er bis zu seiner Emeritierung 1977 blieb. Vom Zionismus hatte er sich allerdings 1948 gelöst, da dieser mit der Gründung des Staates Israel sein Ziel erreicht habe.
Er engagierte sich in amerikanischen jüdischen Organisationen und war 1958–1966 Präsident des American Jewish Congress. In dieser Eigenschaft gehörte er 1963 zu den Veranstaltern des March on Washington for Jobs and Freedom und war einer der Redner der Hauptkundgebung vor dem Lincoln Memorial, bei der Martin Luther King, Jr, seine berühmte „I Have a Dream“-Rede hielt.
Prinz war auch Vorstandsmitglied der Conference of Jewish Material Claims Against Germany.

## Werke
- Zum Begriff der religiösen Erfahrung. Breslau 1927
- Helden und Abenteuer der Bibel. Berlin-Charlottenburg: P. Baumann 1930
- Jüdische Geschichte. Berlin: Verlag für Kulturpolitik 1931 (2. Auflage: Illustrierte jüdische Geschichte. Berlin: Brandus 1933)
- Wir Juden. Berlin: Reiss 1934 (Auszüge in: Christoph Schulte: Deutschtum und Judentum. Ein Disput unter Juden in Deutschland. Stuttgart: Reclam 1993, Reclams Universal-Bibliothek; Nr. 8899, ISBN 978-3-15-008899-9)
- Die Geschichten der Bibel. Berlin: Reiss Verl. 1934 (7 Auflagen bis 1937; Neuauflage: Frankfurt am Main: Jüdischer Verlag bei Athenäum 1988)
- Der Freitagabend. Berlin: Brandus [1935]; Nachdruck: Zürich: Verl. Jüd. Buch-Gemeinde 1954
- Die Reiche Israel und Juda. Berlin: Reiss 1936
- Das Leben im Ghetto. Berlin: Löwe 1937
- Prayers for the High Holidays. 1951
- The Dilemma of the Modern Jew. 1962
- Popes from the Ghetto. 1966
- The secret Jews. 1973